# Міддлсекс
51°30′00″ пн. ш. 0°25′00″ зх. д. / 51.5° пн. ш. 0.41666666666667° зх. д.
Міддлсекс (англ. Middlesex, /ˈmɪdəlsɛks/) — історичне графство в Англії. Графство зникло із розширенням Лондона. Більша його частина зараз належить до графства Великий Лондон, інші частини передані графствам Гартфордшир та Суррей.
Уперше згадане 704 року як середня зона розселення саксів (дослівно: Middleseaxan) — між Вессексом і Ессексом, характеризуючи племінну приналежність його населення. З XII століття графство знаходилося в тіні Лондона, звідки призначалися місцеві шерифи. У XVII—XVIII століттях на берегах Темзи одна за одною будуються розкішні заміські резиденції лондонської знаті — Свейкліс-хаус, Остерло-хаус, Сайон-хаус і королівський палац Хемптон-корт.
У XIX столітті графство і зовсім стає юридичною фікцією — більшу частину Міддлсексу займають промислові передмістя Лондона — Камден, Ізлінгтон, Тауер-Хамлетс і Хаунслоу. Уже в вікторіанську епоху всю територію Міддлсексу займала лондонська агломерація. У 1965 році графство розформували.

## Герб
Рада графства Міддлсекс Середньовічні[уточнити] Геральд складала герби для королівств часів англосаксонської гептархії. Герб королівства середніх і східних саксів зображував 3 «сакса» або коротких кинджалів на червоному тлі. Сакс — це традиційна англосаксонська зброя, і, можливо, термін «сакси» (назва народу) міг походити від цього слова. Цей герб став асоціюватися з двома графствами, що знаходилися на історичній території королівства, Міддлсексом і Ессексом. Ради, поліція та інші громадські органи обох цих графств використовують цей герб.
У 1910 році відзначили, що ради Міддлсексу й Ессексу, а також шерифи лондонського графства використовують один і той же герб. Рада графства Міддлсекс вирішила формально представити герб в Геральдичній палаті, внісши в нього перед цим деякі зміни. Полковнику Отли Паррі, судді Міддлсексу й автору книги про військові відзнаки запропонували розробити новий герб. Ввели «саксонську корону», прототипом якої слугувала корона з портрета короля Етельстана на срібній монеті часів його правління. Видача письмового патенту на герб датується 7 листопада 1910.

## Історія

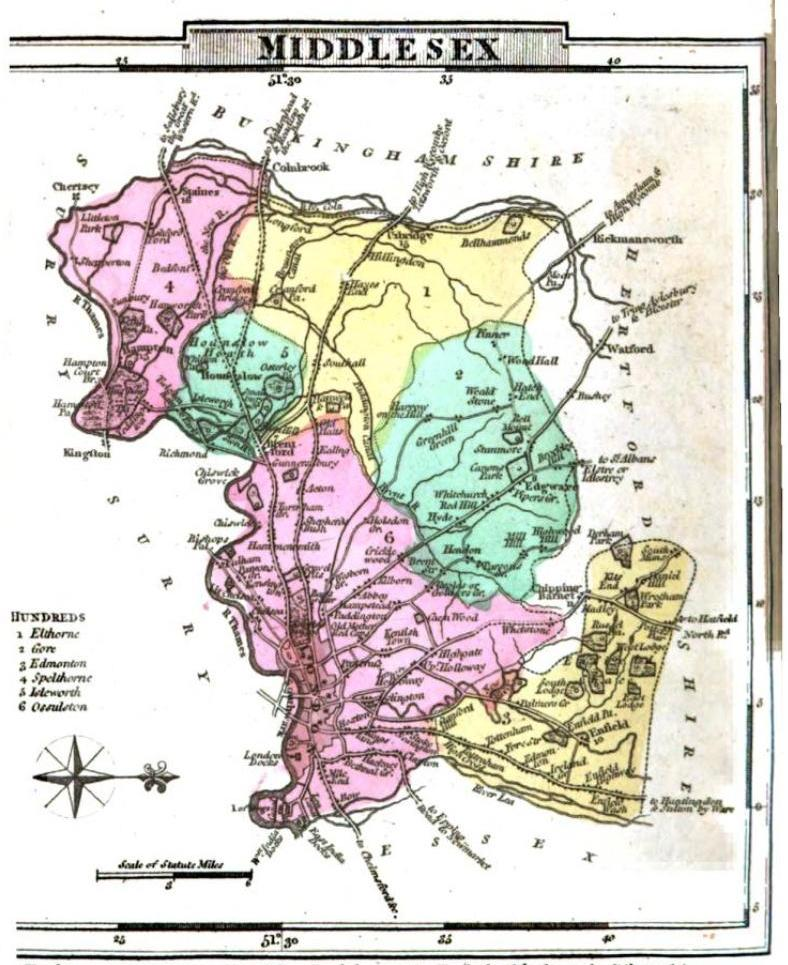
Карта Міддлсексу, 1824 p.. Примітка: на захід знаходиться у верхній частині карти.

### Топоніміка
Назва означає «територія середніх саксів» (middle Saxons) і вказує на племінний склад її населення. Слово утворено від англосаксонських (англосакс) коренів «middel» і «Seaxe». В VIII столітті назва області записувалося Middleseaxon, а в 704 році було зафіксовано як Middleseaxan. У VIII столітті назва записувалась як Middleseaxon.

### Ранні поселення
Поселення на території Міддлсексу існували за тисячу років до утворення округу. У Книзі страшного суду його територія була розділена на шість сотень: Едмонтон, Елсрон, Гор, Хонслоу, Оссулстоун і Спелсроу. Лондонський Сіті, який з XIII століття відрізнявся автономією, географічно знаходився в межах округу, також включав Вестмінстер, теж більшою мірою автономний. Графство має представництво в парламенті з XIII століття. Титул графа Міддлсексу створювався двічі, у 1622 і 1677 роках, але був скасований 1843 року.

### Економічний розвиток
Економіка графства з найраніших часів залежала від лондонського Сіті, у першу чергу через необхідність торгових зв'язків. З Міддлсексу в Сіті поставлялися всілякі товари, такі як зерно, сіно, худобу та будівельні матеріали. Ще однією частиною ранньої економіки був туризм, здебільшого в Гекні, Ізлінгтон і Хайгейт. Однак у XIII столітті Міддлсекс все більше наближається до Сіті й стає більш урбанізованим.
Будівництво, що проходило через Міддлсекс лінії у Віндзор, завершилося 1848 року, в Поттерс-Бар у 1850 році, а в 1878 році почалось розширення міського метро, яке тепер доходило і до графства. У найближчих до міста дистриктах Актон, Віллісден, Іелінг і Хорнс вже ходили трамваї й автобуси, забезпечуючи дешевий транспорт до центру.
Після першої світової війни наявність робочої сили, а також близькість до Лондона призвели до того, що такі області як Гейс і Парк-Рояль стали ідеальними місцями для розвитку нових технологій. Велика кількість робочих місць приваблювала в графство людей, населення зростало й досягло піка в 1951.

## Центр графства
У Міддлсексі не було єдиного усталеного історичного центру переважно через близькість Лондона. Проте були місця, що були центрами для різних сфер управління. Суд присяжних Міддлсексу засідав в Олд-Бейлі, що перебував у лондонському Сіті. До 1889 шерифи Міддлсексу вибиралися корпорацією лондонського Сіті. На початку XVIII століття квартальні сесії проходили на вулиці Клеркенвелл-Грін. Майже вся адміністрація графства засідала там до створення Ради графства Міддлсексу 1889 року. Перші згадки про подібний центр датуються 1789 роком, тоді подібним «титулом» називали місто Брентфорд, здебільшого тому, що з 1701 роки там проходили вибори лицарів графства (або членів парламенту). У 1795 році Брентфорд "вважався повітовою столицею, але в ньому не було ні ратуші, ні інших публічних будівель. У Рада Міддлсекського графства, створена 1889 року, засідала в Міддлсекській ратуші в Вестмінстері. Вона перебувала в Лондонському графстві, а отже, поза юрисдикцією Ради.

## Створення Великого Лондона
Після створення Лондонського графства в 1889 році, а також після Другої світової війни, його населення зменшувалася. Населення ж Міддлсексу, навпаки, стабільно зростало. З 1951 по 1961 рік населення внутрішніх районів стало зменшуватися, а зростало населення тільки приміських зовнішніх районів. Відповідно до перепису 1961, у кожному з дистриктів Іелінг, Інфілд, Гарроу, Гендон, Гестон-анд-Іслеворт, Тоттенхем, Вемблі, Віллесден і Твікенгем чисельність населення була більше ніж 100 000, тобто її вже вистачало для надання всім цим Дистрикт статусу боро графства. Якби їм було присвоєно цей статус, то населення адміністративного графства Міддлсекс скоротилося б майже вдвічі, упавши нижче одного мільйона.
Після Королівської комісії з питань місцевого самоврядування у Великому Лондоні парламент ухвалив Закон про лондонське самоврядування (1963), який набув чинності 1 квітня 1965 року.
Закон скасував адміністративні графства Міддлсекс і Лондон. У 1965 році майже весь Міддлсекс став частиною Великого Лондона, став контролюватися Радою Великого Лондона і сформував райони зовнішнього Лондона: Барнет (тільки частина), Брент, Ілінга, Енфілд, Гарінг, Гарроу, Гіллінгдон, Гаунслоу і Річмонд-на-Темзі (частково).

## Уряд

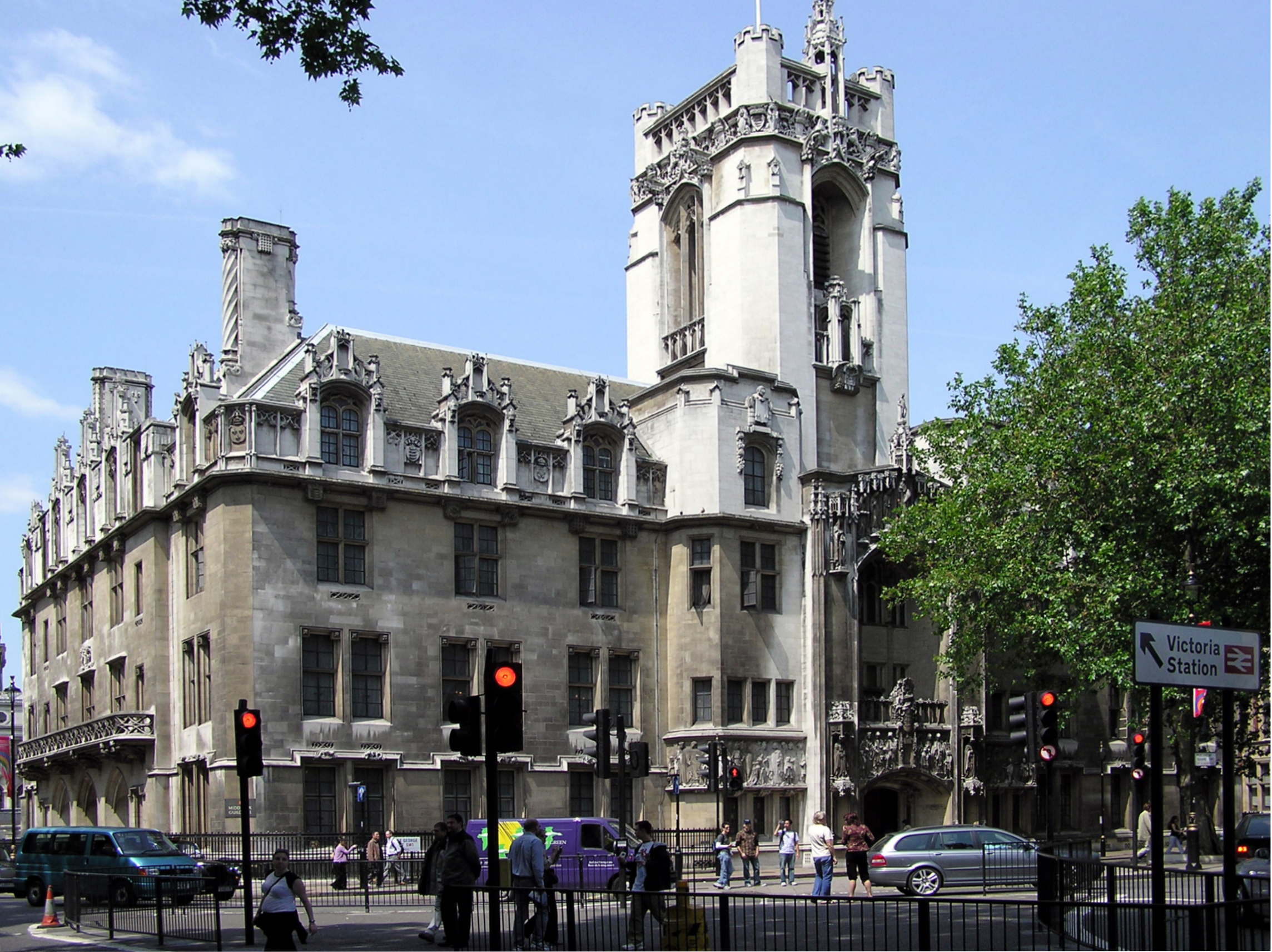
Міддлсекс зала у Вестмінестері

До XIX століттю Іст-Енд розширився до східного кордону Ессекса, і населення в Тауері (район графства) досягло мільйона осіб. Після прокладання залізниці населення північного заходу Лондона стало переїжджати в графство. Райони біля Лондона обслуговувалися столичною поліцією з 1829 року, а в 1840 все графство ввійшло до складу столичного поліцейського відділу. На місцеве самоврядування в графстві не впливав закон про муніципальні корпорації (1835), і цивільні роботи виконувалися самостійно в кожному з дрібних районів. У 1855 році густонаселені південно-східні райони, окрім Лондонського Сіті, перейшли під відомство Metropolitan Board of Works. Попри часті реформи, систему управління один із сучасників[хто?] назвав «хаосом». У 1889 році відповідно до закону про місцеве самоврядування (1888) частина столиці площею близько 120 км2 стала частиною Лондонського графства. За законом, частина Міддлсексу повинна була «відокремитися від нього й утворити окреме графство для всіх не адміністративних цілей».
Частина Міддлсексу, приєднана до Лондонського графства, і 1900 була розділена на 18 столичних боро, які в 1965 році були об'єднані у сім сучасних боро внутрішнього Лондона.

## Нестоличні частини
Нестоличні частини Міддлсексу залишалися здебільшого сільськими аж до XIX століття, що не сприяло розвитку місцевого управління. На його площі не існувало боро, крім Лондонського Сіті й Вестмінстера. Важливість судів сотень зменшилася, і ролі місцевої адміністрації поділилася між світовими суддями, що зустрічались під час квартальних сесій, та управліннями парафій, де вирішувалися дрібні питання. Після того як через відсталого розвитку і поганої охорони здоров'я в лондонських передмістях поширилася холера, для управління містом були створені місцеві ради охорони здоров'я. У сільській місцевості парафії почали об'єднаються в групи для спільного вирішення адміністративних завдань. З 1875 року ці об'єднання були оголошені міськими чи сільськими санітарними районами.
Після ухвалення закону про місцеве самоврядування 1888 року, дрібні частини графства об'єдналися під владою Ради графства Мідллсекс, крім Монкен-Гедлі, який став частиною Гертфордшира. Відповідно зменшився вплив лорда-лейтенанта Мідллсекса. Закон про місцеве самоврядування (1894) розділив адміністративне графство на 4 сільських дистрикта і 31 міських дистриктів, утворених з санітарних дистриктів. Один з міських дистриктів, Сауз-Горнс, був ексклавом Міддлсексу всередині лондонського графства до 1900 року, поки не увійшов до складу графства. Сільськими дистриктами були: Гендон, Сауз-Міммс, Стейнс і Уксбридж. Через урбанізацію цих районів, у 1934 році сільські дистрикти перестали існувати. З'явилися нові міські дистрикти, а до 1965 року багато з них отримали статус муніципального району. У 1961 році існували дистрикти:
| 1. Поттерс-Бар 2. Інфілд 3. Саузгейт 4. Едмонтон 5. Тоттенхем 6. Вуд-Грін 7. Фріен-Барнет 8. Хорнсей 9. Фінчлей 10. Хендон 11. Харроу 12. Руісліп-Нортвуд 13. Уксбрідж |  | 1. Іелінг 2. Уемблі 3. Віллсден 4. Актон 5. Брентворд й Чісвік 6. Хестон й Іслеворт 7. Саузхолл 8. Хейс й Харлінгтон 9. Іевслей й Вест-Драйтон 10. Стейнс 11. Фелтхем 12. Твікенхем 13. Санбарі-на-Темзе |